# Gibbaranea
Gibbaranea Archer, 1951 è un genere di ragni appartenente alla famiglia Araneidae.

## Etimologia
Il nome deriva dal latino gibbosus, cioè provvisto di gobba, gibboso e dal greco ἀρὰχνη, aràchne, cioè ragno, in quanto ha l'opistosoma ingobbito dalla parte confinante col cefalotorace.

## Distribuzione
Le nove specie oggi note di questo genere sono state rinvenute nella Regione paleartica: in particolare attualmente gli endemismi sono tre: G. nanguosa della Cina, G. occidentalis delle isole Azzorre e G. tenerifensis delle isole Canarie.

## Tassonomia
Per la determinazione delle caratteristiche della specie tipo sono stati esaminati gli esemplari di Araneus bituberculatus (Walckenaer, 1802); approvati in validità da un lavoro dell'aracnologo Grasshoff del 1976.
A maggio 2011, si compone di 9 specie e 3 sottospecie:
- Gibbaranea abscissa (Karsch, 1879) — Russia, Cina, Corea, Giappone
- Gibbaranea bituberculata (Walckenaer, 1802)[2] — Regione paleartica
  - Gibbaranea bituberculata cuculligera (Simon, 1909) — Spagna
  - Gibbaranea bituberculata strandiana (Kolosváry, 1936) — Europa orientale
- Gibbaranea gibbosa (Walckenaer, 1802) — dall'Europa all'Azerbaigian
  - Gibbaranea gibbosa confinis (Simon, 1870) — Spagna, Corsica
- Gibbaranea hetian (Hu & Wu, 1989) — Cina, Mongolia
- Gibbaranea nanguosa Yin & Gong, 1996 — Cina
- Gibbaranea occidentalis Wunderlich, 1989 — Isole Azzorre
- Gibbaranea omoeda (Thorell, 1870) — Regione paleartica
- Gibbaranea tenerifensis Wunderlich, 1992 — Isole Canarie
- Gibbaranea ullrichi (Hahn, 1835) — Europa, Russia, Asia Centrale

### Sinonimi
- Gibbaranea melo (Krynicki, 1837); l'esemplare, trasferito qui dal genere Araneus Clerck, 1757, è stato riconosciuto in sinonimia con Gibbaranea bituberculata (Walckenaer, 1802) da un lavoro di Marusik del 1985[1].